# Ripa (Seravezza)
Ripa (già Ripa di Corvaia) è una frazione del comune di Seravezza, nella provincia di Lucca, in Toscana.

## Geografia fisica
La frazione di Ripa è situata in pianura, ai piedi del borgo di Seravezza lungo la strada che scende dalla Garfagnana fino a Forte dei Marmi. Il paese è situato sulla riva destra del fiume Versilia, alla base orientale del monte Palatino e sotto la rupe dove era situata l'antica rocca di Corvaia. Inoltre, il centro abitato si trova al confine sud-orientale con il comune di Pietrasanta, che ha inizio oltre il fiume con la frazione di Vallecchia.
La frazione di Ripa è compresa in una vasta area urbana che comprende anche le frazioni di Querceta, dove si trova una delle principali stazioni ferroviarie del territorio, di Pozzi e di Corvaia. Ripa dista circa 3 km dal capoluogo comunale e circa 40 km da Lucca.

## Origini del nome
L'origine del toponimo è da ricondursi probabilmente al latino rupe, rupis ("la rupe"), oppure a ripa, ripae ("la riva"), per la sua posizione lungo la sponda del fiume Versilia.

## Storia
Nei dintorni del paese sono stati rinvenuti reperti che testimoniano la frequentazione di queste zone in epoca antica: ad esempio, uno scavo effettuato nel 1996 in località Cafaggio, ha permesso in ritrovamento di due tombe romane di epoca imperiale con arredi funebri ancora conservati e ha dato il via ad una serie di indagini archeologiche in tutta l'area della bassa Versilia.
Ripa nacque nel Medioevo come borgo prevalentemente agricolo lungo un crociale tra due assi viari risalenti alla Centuriazione della Versilia, portata avanti dalla Repubblica Romana nel corso del II secolo a.C.. In epoca medievale appartenne prima al feudo dei nobili di Vallecchia e poi a quello dei nobili di Corvaia, tanto da essere comunemente noto come Ripa di Corvaia.
Nel corso del XIX secolo la frazione conobbe un particolare sviluppo economico in seguito agli studi effettuati da Antonio Targioni Tozzetti, il quale nel 1814 individuò nei monti di Ripa la presenza di cinabro per ricavare il mercurio solfurato. Le miniere di cinabro iniziarono ad essere sfruttate a partire dagli anni quaranta di quel secolo; altra risorsa economica divenne la lavorazione del marmo, grazie alla posizione del borgo che era situato sulla strada che collegava le cave con il mare.
Al volgere della seconda guerra mondiale, nel XX secolo, il paese si era ritrovato direttamente sulla cosiddetta linea Gotica, ultima difesa dei tedeschi prima della loro sconfitta. Temendo che le case di Ripa avessero potuto rappresentare un ostacolo per i soldati tedeschi nascosti sulle colline, nel luglio del 1944 una buona parte del paese fu minata e distrutta: ciò segnò la scomparsa di molte case storiche e della chiesa di origine medievale. Al termine della guerra, il paese fu ricostruito e si sviluppò significativamente dal punto di vista demografico e urbano, andando a formare un'unica area antropizzata tra Seravezza e il mare, insieme a Querceta e Pozzi.

## Monumenti e luoghi d'interesse

### Architetture religiose
- Arcipretura di Sant'Antonio abate, chiesa parrocchiale della frazione,[1] è situata nel luogo dove aveva sede un'antica chiesa appartenente alla pievania di Santo Stefano di Vallecchia e documentata a partire dal XIII secolo.[5] Inizialmente parte della diocesi di Luni, fu inserita nel 1798 nella diocesi di Pisa.[5] L'edificio originario venne distrutto durante la seconda guerra mondiale e ricostruito negli anni tra il 1950 e il 1952 su progetto dell'architetto Lorenzo Iacopi.[4][5] L'interno conserva sculture in marmo dello scultore locale Giancarlo Deri e affreschi di Romano Cosci,[4] autore anche del grande mosaico sulla facciata.[7] Nella piazzetta dietro la chiesa è posta una stele in ricordo degli emigrati versiliesi.[4]

- Marginetta votiva, piccola edicola con la statua della Madonna, risalente al XIX secolo, conserva un'iscrizione con la preghiera per il viandante. Si tratta di uno dei pochi monumenti che sopravvisse alle distruzioni del 1944.[4]

### Altro
- Monumenti ai caduti: il monumento è situato in piazza Europa ed è composto da un grosso basamento in marmo sul quale troneggiano tre grandi bassorilievi, in ricordo dei caduti delle guerre e della distruzione di Ripa nel 1944.[7]

- Monumento a Garibaldo Alessandrini: busto in onore del poeta nato a Ripa nel 1886, situato di fronte alla scuola comunale del paese, è stato voluto dalla sezione UOEI del paese e realizzato dallo scultore Mauro Buratti su bozzetto dello scultore pietrasantino Leone Tommasi.[4][7]

## Società

### Tradizione e folclore
Ripa costituisce una delle otto contrade che partecipano al palio dei Micci. La contrada, fondata nel 1956, porta il nome di "La Lucertola": questo curioso nome è dovuto al fatto che in seguito alla distruzione del paese nel 1944, quando gli abitanti di Ripa ritornarono nelle proprie case, tutto ciò che trovarono furono macerie e come unici esseri viventi le lucertole. I colori della contrada sono il rosso e il verde.